# Csizmadia Gergely
Csizmadia Gergely (Budapest, 1976. január 23. –) magyar színművész.

## Életpályája
Csizmadia János sakkmester unokája. 1994-ben érettségizett a budapesti Leövey Klára Gimnáziumban. 1995-től 1996-ig a Nemzeti Színiakadémián, 1996-tól 1998-ig a Színművészeti Főiskolán tanult. 1998-tól a Győri Nemzeti Színház tagja lett. Itt indult pályája. Mellékszereplőként különböző játékfilmekben is feltűnt.
Televíziós munkái kezdetben a TV2-höz kötődtek. Az amerikai Jóbarátok mintájára 2002-ben indult Tea című sorozat egyik főszereplője volt. ( A Tea megszűnése után a TV2-nél felkérték az All you need is love - Ha Te is akarod című romantikus valóságshow vezetésére.) 2011-2012 között a köztévé Hacktion című sorozatában szerepel, majd 2014-ben a TV2 Magánnyomozók című dokureality-sorozatában alakít egy nyomozót. 2017-től kezdve főleg az RTL produkcióiban szerepel.
Csizmadia Gergely 2003 óta szabadúszó színész. Játszik a kecskeméti Katona József Színházban, a Budaörsi Játékszínben, a Győri Nemzeti Színházban, valamint szinkronizál.
2009-2013 között a székesfehérvári Vörösmarty Színház tagja volt. Jelenleg szabadúszóként él, és dolgozik Budapesten családjával.  A Játékszín tagja. Saját előadások producere, és szereplője. A Koronázás című darabjával 2016-ban a II. Vallai Fesztivál fődíjasa lett. Legújabb bemutatója 2023. május 11-én volt - a Karinthy Színház koprodukciója a Divine Comedy Company-val- Verebes Ernő: Koponyánk, körülbelül címmel, és Karinthy Frigyes: Utazás a koponyám körül című regényét dolgozza fel. Jelenleg is a Karinthy Színház repertoárján.

### Színházi szerepei
- Pap / Júdás	-	Jézus pöre (rendező: Földessy Margit) 1994.
- Laurent	- Őrült nők ketrece (r.:Karinthy Márton)1998.
- Miklós		-	A régi nyár (r.: Böhm György) 1998-2001.
- Doody		-	Grease (r.: Korcsmáros György)
- Chino		-	West Side Story (r.:Korcsmáros György)
- Lala		-	A vőlegény (r.: Illés István)
- Szerémi Ernő	-	Nagymama (r.: Illés István)
- Patikárius J.	-	Édes Anna (r.:Tasnádi Csaba)
- Pylades	-	Elektra (r.: Réczei Tamás)
- Gilles	-	A végzetes szerelem játéka (r.: Szikra József)
- Aljosa	-	Éjjeli menedékhely (r.:Korcsmáros György)
- Fedotyik	-	Három nővér (r.:Korcsmáros György)
- Leonard Whol 	- 	A vád tanúja (r.: Földessy Margit) 2003.
- Christopher Wren -	Az egérfogó (r.: Földessy Margit) 2004.
- I. János	-	Robin Hood mv. (r.: Kszel Attila) 2004.
- Fekete Hasszán	-	Az 1002. éjszaka meséje (r.:Földessy Margit) 2005.
- Mortimer	-	Őrült nők ketrece III. (r.: Cseke Péter) 2005.
- Berger	-		Hair (r.: Földessy Margit) 2006.
- Beteg srác	-	Trainspotting (r.: Kszel Attila) 2006.
- Wickam		-	Büszkeség és balítélet  (r.: Korcsmáros György) 2006.
- Tom		        - Minden lében három kanál (Tom, Dick és Harry) (r.:  Földessy Margití) 2007.
- Rocky Gravo		- A lovakat lelövik, ugye? (r.:Földessy Margit) 2008.
- Buckner Szigfrid      -  A hétfejű tündér (r.: Konrád Antal) 2008.
- Majmóczy, Zsüzsü	- Lila ákác (r.: Guelminó Sándor) 2008.
- Barnaby Tucker 	    	- Hello Dolly (r.: Sorin Militaru)  2008.
- Ervin, Suratgar		- Holdvilág és utasa  (r.: Réczei Tamás) 2009.
- Jása - Cseresznyéskert (r.: Guelminó Sándor) 2009.
- Ernst Ludwig - Kabaré (r.: Szűcs Gábor) 2009.
- Sebastian - Vízkereszt, vagy bánom is én (r.: Keszég László) 2010.
- Bece - " Portugál" (r.: Árkosi Árpád ) 2010.
- Happy - " Az ügynök halála" (r.: Korcsmáros György) 2010.
- Macbeth - Macbeth (r.: Kálloy Molnár Péter) 2011.
- Dr. Carelli - " Fekete kávé" (r.: Telihay Péter) 2011.
- Ady Endre, Major Schreff, Horthy " Csárdáskirálynő" (r.: Mohácsi János) 2011.
- Joachim - " Trió" (r.: Galambos Péter) 2011.
- Kudrjas - "Vihar" (r.: Valló Péter) 2012.
- Dr. Conelly - " Család ellen nincs orvosság (r.: Lendvai Zoltán) 2012.
- Dan - Közelebb( Closer) (r.: Guelmino Sándor) 2012.
- Kox a sárkány - Rozsda lovag (r.: Bozsik Ivett) 2013.
- Szereplő - Tanár úr kérem, minden másképpen van (r.: Galambos Péter) 2013.
- Anthony Marston - És már senki sem (r.: Szirtes Tamás) 2014.
- Kövér - Nyílt tengeren (r.: Felhőfi-Kis László) 2015.
- Maciek - Koronázás (r.: Erdélyi Dániel) 2016.
- Stone - Végzetes játék (r.: Bessenyei Zsuzsa) 2017.
- Király -	Hétköznapi csoda (r.: Gerner Csaba) 2019.
- Kiss Ernő - Virágvasárnap (szerepátvétel) 2019.
- Karinthy Frigyes (F) - Koponyánk , körülbelül (r.: Kálló Béla Jászai-díjas) 2022-23.

### Filmszerepei
- Szamba
- Uristen@menny.hu
- Libiomfi
- Magyar vándor
- Viselkedéskultúra
- Az áru (rövidfilm)
- Tékasztorik (2016.)
- Perdide sci-fi rövidfilm (2024.)

### Tévéfilmek
- Múltkor - történelmi, ifjúsági sorozat (1993-94)
- Komédiások - tévésorozat (1999-2000)
- Zsaruvér és Csigavér II.: Több tonna kámfor - tévéfilm (2002)
- Tea - tévésorozat (2002)
- Jóban Rosszban (televíziós sorozat) (2009)
- Hacktion (televíziós sorozat) (2012)
- Szájhősök (2012)
- Magánnyomozók (2013-2014)
- Oltári csajok (televíziós sorozat) (2017)
- A mi kis falunk - tévésorozat (2018)
- 200 első randi (2018–2019)
- A Tanár (2019)
- Drága örökösök (2019-2020)
- Jófiúk (2019)
- …a szomszéd tehene (2024)

## Szinkronszerepek

### Film szinkronszerepei[3]
| Cím                                                 | A film elkészülte | Magyar változat (szinkron) | Szerep                     | A szinkronizált színész |
| --------------------------------------------------- | ----------------- | -------------------------- | -------------------------- | ----------------------- |
| A Főnix felrepül                                    | 1965              |                            | Gabriel                    | Gabriele Tinti          |
| Vakvilág egyetem                                    | 1994              |                            |                            |                         |
| Flynn                                               | 1996              |                            |                            |                         |
| Csali                                               | 2000              |                            |                            |                         |
| Ellenséges terület                                  | 2001              |                            | Red Crown operátor         | Sam Jaeger              |
| A hetedik mennyország                               | 2001              |                            |                            |                         |
| A hitetlen                                          | 2001              |                            |                            |                         |
| Nő a baj                                            | 2001              |                            | Brett                      | Brett Armstrong         |
| Úttalan út                                          | 2001              |                            | Quincy                     | Matthew Edison          |
| Hart háborúja                                       | 2002              | 2002                       | Daniel E. Abrams közlegény | Adrian Grenier          |
| S1m0ne                                              | 2002              |                            |                            |                         |
| Szilaj - A vad völgy paripája                       | 2002              |                            |                            |                         |
| Amerikai pite 3.                                    | 2003              | 2003                       |                            |                         |
| Bolondos dallamok - Újra bevetésen                  | 2003              |                            | Önmaga                     | Jeff Gordon             |
| Charlie angyalai: Teljes gázzal                     | 2003              |                            |                            |                         |
| Hollywoodi őrjárat                                  | 2003              |                            |                            |                         |
| Igazából szerelem                                   | 2003              | 2003                       |                            |                         |
| Oviapu                                              | 2003              |                            |                            |                         |
| Szégyenfolt                                         | 2003              |                            | Fiatal Coleman Silk        | Wentworth Miller        |
| Terminátor 3. - A gépek lázadása                    | 2003              | 2003                       | Benzinkúti pénztáros       | Jon Foster              |
| A zombik városa                                     | 2003              |                            | Harrison                   | Dirk Hunter             |
| Cápamese                                            | 2004              | 2004                       | Tengeri csillag (hangja)   | James Ryan              |
| Csillagközi invázió 2. - A szövetség hőse`          | 2004              |                            | Joe Griff közlegény        | Ed Quinn                |
| Feketék fehéren                                     | 2004              |                            | Vincent Gomez ügynök       | Eddie Velez             |
| Harry Potter 3.: Harry Potter és az azkabani fogoly | 2004              |                            |                            |                         |
| Hé, haver, nyomd a verdát!                          | 2004              |                            | Lenny Swackhammer          | Jason Priestley         |
| Kegyetlen játékok 3.                                | 2004              | 2004                       | Michael Cattrall           | Tom Parker              |
| Kidobós: Sok flúg disznót győz                      | 2004              |                            |                            |                         |
| Nyerj egy randit Tad Hamiltonnal!                   | 2004              |                            |                            |                         |
| Scooby-Doo 2 - Szörnyek póráz nélkül                | 2004              | 2004                       |                            |                         |
| Shrek 2.                                            | 2004              |                            |                            |                         |
| Szabadság, szerelem                                 | 2004              |                            |                            |                         |
| Vas                                                 | 2004              |                            | A kamion sofőrje           | Lance Gilbert           |
| Viharmadarak                                        | 2004              |                            | Virgil Tracy               | Dominic Colenso         |
| A barlang                                           | 2005              |                            |                            |                         |
| Durr, durr és csók                                  | 2005              |                            |                            |                         |
| Holtak tava                                         | 2005              |                            | Antonio                    | Damià Plensa            |
| King Kong                                           | 2005              | 2005                       | Taps                       | David Denis             |
| Madagaszkár                                         | 2005              | 2005                       |                            |                         |
| A randiguru                                         | 2005              | 2005                       | Chip                       | David Wike              |
| Tök alsó 2 - Európai turné                          | 2005              |                            | Diego Verga                | Hilton Myburgh          |
| Twist Olivér                                        | 2005              |                            | Barney                     | Jake Curran             |
| Anyám nyakán                                        | 2006              | 2006                       |                            |                         |
| A Da Vinci-kód                                      | 2006              |                            |                            |                         |
| Garfield 2.                                         | 2006              | 2006                       |                            |                         |
| Szakíts, ha bírsz                                   | 2006              | 2006                       |                            |                         |
| Agyő, nagy Ő!                                       | 2007              | 2007                       | Feltűnő férfi              | Kevin J. Flynn          |
| Mézengúz                                            | 2007              | 2007                       | Bud Ditchwater (hangja)    | Michael Richards        |
| Mongol                                              | 2007              |                            |                            |                         |
| Orosz rulett élőben                                 | 2007              | 2009                       | Don                        | Andre Braugher          |
| Superbad - avagy miért ciki a szex?                 | 2007              |                            | Mark                       | Kevin Corrigan          |
| Taxi 4.                                             | 2007              | 2007                       |                            |                         |
| Az Androméda-törzs                                  | 2008              | 2009                       | Gordo                      | Luke Camilleri          |